# Кладари (Добој)
Кладари је насељено мјесто у граду Добој, Република Српска, БиХ. Према попису становништва из 2013. у насељу је живјело 522 становника.

## Становништво
| Демографија | Демографија | Демографија |
| Година      | Становника  | Становника  |
| ----------- | ----------- | ----------- |
| 1948.       | 379         |             |
| 1953.       | 443         |             |
| 1961.       | 494         |             |
| 1971.       | 565         |             |
| 1981.       | 639         |             |
| 1991.       | 670         |             |
| 2013.       | 522         |             |